# Wielkie Bombardowanie

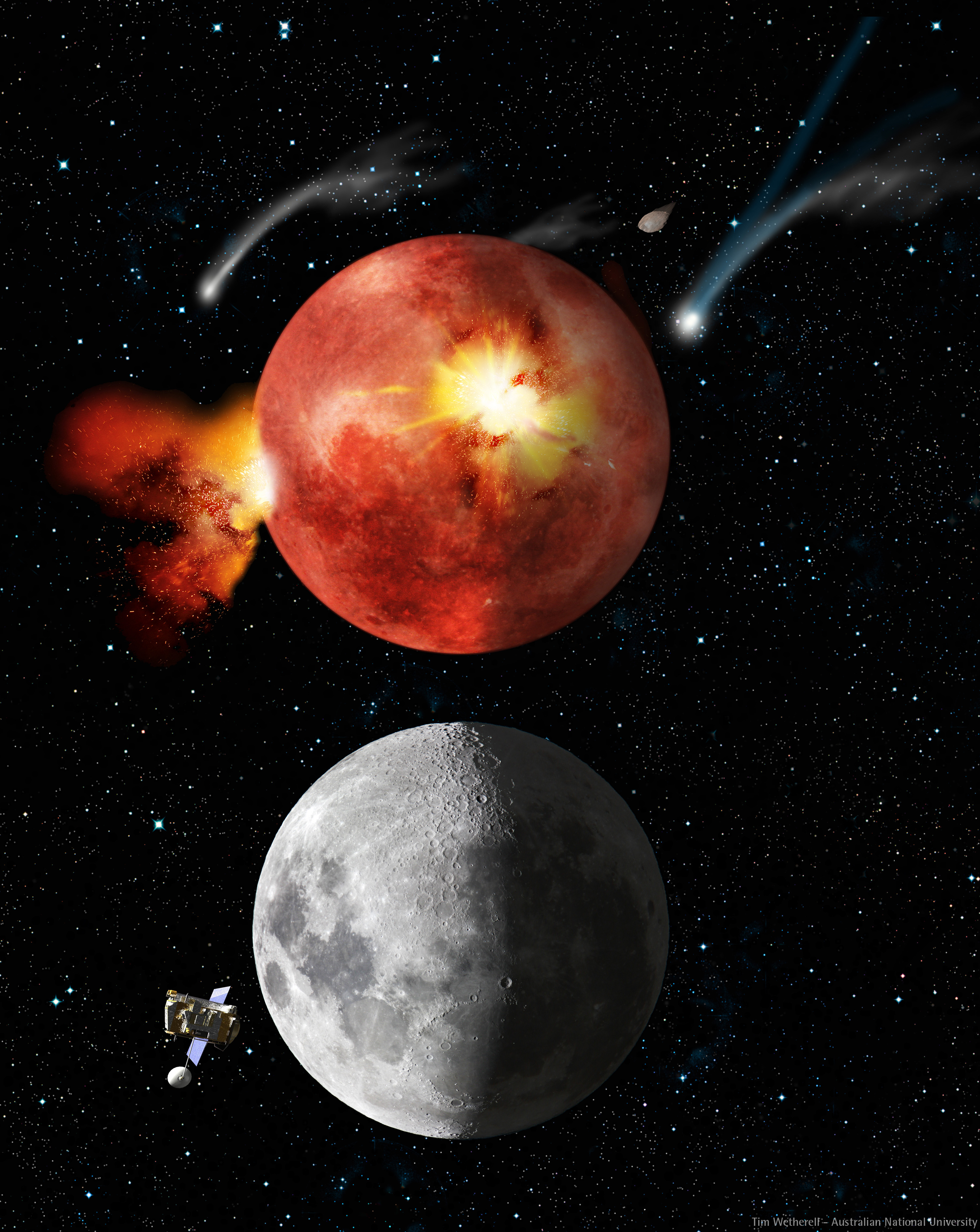
Wizja artysty porównująca Księżyc w późnej fazie Wielkiego Bombardowania z jego stanem dzisiejszym

Wielkie Bombardowanie – okres w początkowej historii Układu Słonecznego, tuż po uformowaniu się planet, około 3,8 do 4,1 miliarda lat temu, podczas którego powstała większość kraterów uderzeniowych na Księżycu. Z tego okresu pochodzi około 1700 kraterów księżycowych o średnicach powyżej 20 km. Uważa się, że procesu tego doświadczyły wszystkie ciała wewnętrznej części Układu Słonecznego.
Dowody pochodzą głównie z datowania próbek księżycowego gruntu, które wskazują, że większość skał wypełniających kratery krystalizowała się w bardzo wąskim odstępie czasu.
Przyczyna wystąpienia Wielkiego Bombardowania nie jest znana. Być może doszło do zmian orbit dużych planet lub zaszło nieznane zjawisko w odległych rejonach Układu Słonecznego. W rezultacie duża liczba planetoid bądź obiektów pasa Kuipera została skierowana w stronę planet wewnętrznych. Szczególnie silnie bombardowany był Merkury.